# Eugen Meindl
Eugen Meindl, né le 16 juillet 1892 et mort le 24 janvier 1951, est un officier général allemand.
Il a participé à la Première et Seconde Guerre mondiale. Il est général de division dans les parachutistes de la Luftwaffe-Fallschirmjäger lors de la dernière.

## Biographie
Né en 1892, Eugen Meindl s'est enrôlé en tant qu'élève-officier dans le 67e régiment d'artillerie de campagne de l'armée prussienne en 1912 . il est sous-lieutenant au début pendant la Première Guerre mondiale. Meindl a servi, après 1918,  dans diverses unités d'artillerie de la Reichswehr, armée d'après-guerre de la République de Weimar, puis dans la Wehrmacht, créée à compter de 1935. En novembre 1938, Meindl est lieutenant-colonel, nommé commandant du 112e régiment d'artillerie de montagne à Graz. Promu  Oberst (colonel), il a dirigé le « groupe Meindl » et a effectué son tout premier saut en parachute à Narvik, lors de la campagne de Norvège. Il a été transféré dans la Luftwaffe en novembre 1940 ; il y est alors promu général de brigade. 
Au cours de l'invasion aérienne de la Crète en 1941, Meindl a sauté avec sa brigade près du pont Plataniás, où il a été touché à la poitrine et grièvement blessé. En février 1942, il est promu général de division -Generalmajor-, commandant de la nouvelle division de la Luftwaffe Meindl en Union soviétique.
En 1943, il est promu général commandant le 2e corps de parachutistes, qu'il commande en Normandie notamment après le débarquement des Alliés  puis à Clèves et dans le Reichswald. Il combat avec son corps de troupe à Goch et dans le Wesel tête de pont, où il a été nommé commandant des opérations le 5 mars 1945. Il a  immédiatement informé le haut commandement que la tête de pont devait être évacuée, mais n'a pu obtenir l'accord de Hitler jusqu'au 9 mars au soir. Au cours des quatre jours qui ont suivi, il organise l'évacuation de la tête de pont et peut évacuer les restes de sept divisions et de deux unités de panzers avec la plupart de leurs équipements. Il a continué à commander le 2e corps de parachutistes jusqu'à sa capitulation à Grossbrekendorf, près de Schleswig, au début du mois de mai 1945. Il se rend à l'armée américaine puis est emmené en captivité jusqu'en novembre 1947. Il revient ensuite en Allemagne où il meurt en 1951 à Munich.

### Vie privée
Sa fille, Ursula Pacaud-Meindl, joue ensuite un important rôle dans la mise en place au sein de la marine nationale française des oreilles d'or parmi les officiers-mariniers, au cours de la guerre froide. Elle était, pendant la Seconde Guerre mondiale, une technicienne allemande, assistante d'un ingénieur spécialiste de bombes volantes, travaillant dans les services techniques de l'armée allemande. Elle fut ensuite transférée d'Allemagne et recrutée par les services techniques de la Marine nationale française dès mars 1946, travaillant dans le secteur de Toulon. Elle  devint, après l'obtention de son diplôme d'ingénieur en France, ingénieur contractuel de la Marine nationale, jusqu'à sa retraite. Elle a témoigné de son activité et de la capture de techniciens et ingénieurs allemands après 1945 par les services français dépendant alors soit du ministère de l'Armement soit de celui des Armées, dans le cadre d'une émission diffusée le 1er avril 2024 au soir, sur la chaîne parlementaire LCP et qui était consacrée au rôle des Allemands ayant travaillé pour les services d'armement de l'Allemagne nazie puis pour la France, dans divers programmes scientifiques et techniques, entre 1945 et les années 1960.